# David Grossman (écrivain)
Pour les articles homonymes, voir David Grossman.
David Grossman (en hébreu : דויד גרוסמן), né le 25 janvier 1954 à Jérusalem, est un écrivain israélien, auteur de romans, d'essais et de livres pour la jeunesse. C'est l'une des figures de la littérature israélienne.

## Biographie

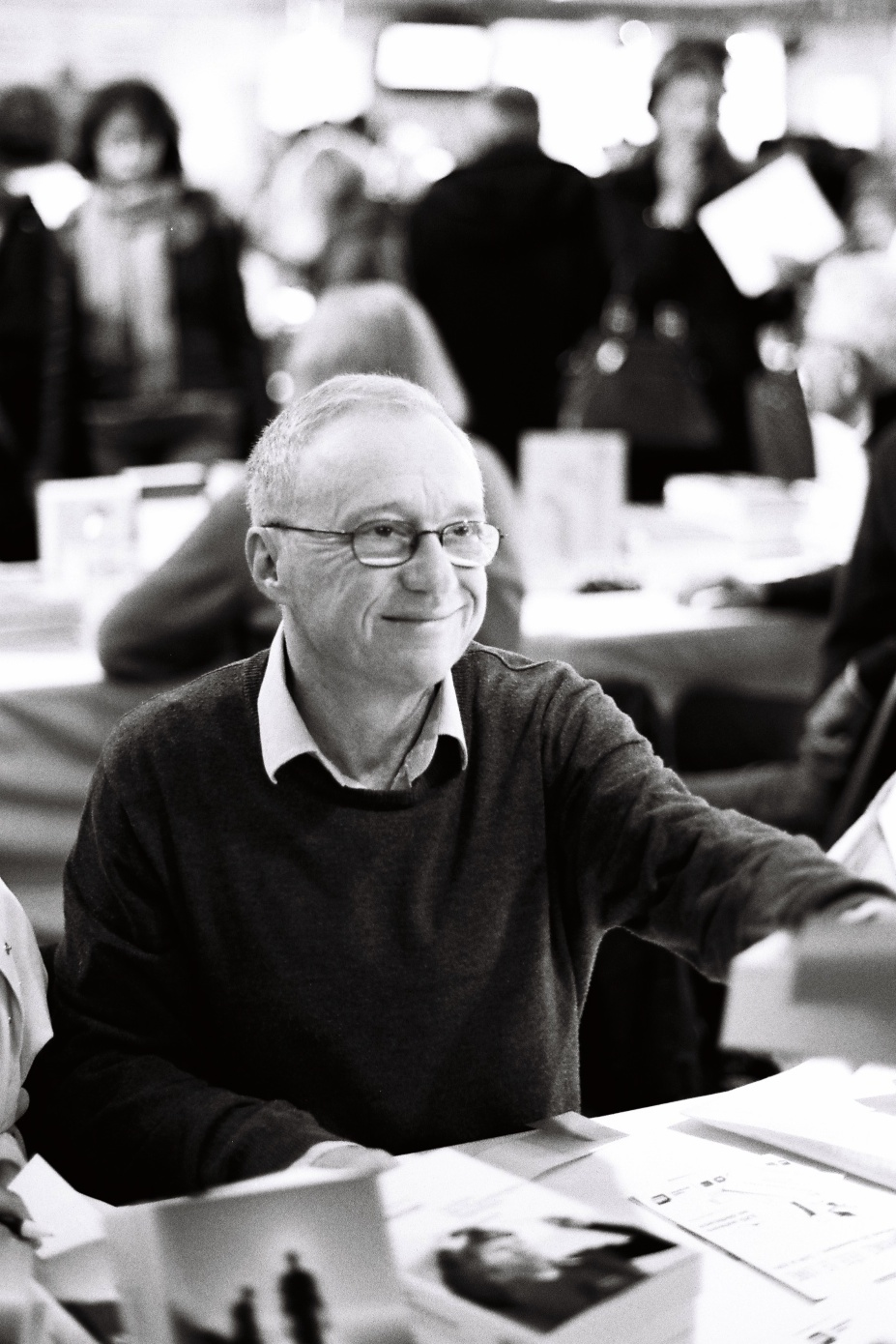
David Grossman au salon du livre Radio France, le 26 novembre 2011.

Son père est originaire de Galicie. David Grossman étudie la philosophie et le théâtre à l'université hébraïque de Jérusalem.
Il travaille comme correspondant à Kol Israel, la radio nationale d'Israël. Il est l'un des présentateurs de Cat in a Sack, un programme pour enfants diffusé de 1970 à 1984. Son livre Duel est la première pièce de théâtre radio-diffusée. Avec Dani Eldar, il présente la populaire série radio au ton absurde Stutz (terme yiddish pour : « cela peut arriver »).
En 1984, il remporte le prix du Premier ministre pour une œuvre créative ; il fait partie des écrivains pressentis pour le prix Nobel de littérature. Ses livres sont traduits dans de nombreuses langues.
Il se rend célèbre en 1987 avec sa première œuvre, Le Vent jaune (הזמן הצהוב), où il décrit les souffrances imposées aux Palestiniens par l'occupation de l'armée israélienne. Cet ouvrage lui vaut l'accusation de trahison par le Premier ministre de l'époque, Yitzhak Shamir.
En 1991, il reçoit le Prix Nelly-Sachs.
Dans le contexte de l’Intifada d'Al-Aqsa, il déclare dans des interviews qu’il ne faut pas faire confiance aux Palestiniens, et dans une pétition du 2 janvier 2001 publiée par Haaretz, il affirme son opposition au droit au retour des réfugiés palestiniens.
Proche du « Camp de la paix », il a, comme la plupart des Israéliens, soutenu l'action d'Israël dans le conflit israélo-libanais de l'été 2006, mais estimé inutile l'extension de l'offensive menée par Tsahal. Le 10 août 2006, quelques jours avant la mort de son fils, avec les écrivains Amos Oz et Avraham Yehoshua il lance, d'abord dans le quotidien Haaretz, puis lors d'une conférence de presse, un appel au gouvernement israélien pour qu'il accepte un cessez-le-feu comme base pour aboutir à une solution négociée, décrivant la poursuite des actions militaires comme « dangereuse et contreproductive » et s'inquiétant du sort du gouvernement libanais.

Le 2 juin 2010, au lendemain de l'arraisonnement par la marine israélienne de bateaux pro-palestiniens au large de Gaza, il déclare : 

« Aucune explication ne peut justifier ni blanchir ce crime. Aucun prétexte ne peut servir à excuser ou à expliquer la stupidité des actes du gouvernement et de l'armée. Israël n'a pas envoyé ses soldats pour tuer des civils de sang-froid. De fait, c'était même la dernière chose qu'il voulait. Et pourtant. Une petite organisation turque, fanatique du point de vue religieux et radicalement hostile à Israël, a recruté pour sa cause plusieurs centaines de chercheurs de paix et de justice, et a fait en sorte de prendre Israël au piège, précisément parce qu'elle savait comment Israël réagirait, comment Israël était programmé pour réagir comme il l'a fait. […] Il est clair que ce jugement n'implique aucun accord avec les motivations, ouvertes ou cachées, et souvent malveillantes, de certains participants à la flottille de Gaza. Car tous ne sont pas des humanitaires épris de paix, et les déclarations de certains d'entre eux sur la destruction d'Israël sont criminelles. Mais cela ne compte pas, tout simplement, car autant que nous le sachions, ces opinions ne méritent pas la peine de mort. »

En juin 2017, il est lauréat du prix international Man-Booker pour son livre Un cheval entre dans un bar et, en 2018, il reçoit le prix Israël de littérature.
En janvier 2018, il est signataire avec 34 autres personnalités littéraires dont Zeruya Shalev, Etgar Keret, Orly Castel Bloom et Amos Oz d'une lettre adressée au premier ministre israélien Benjamin Netanyahu lui demandant le non renvoi des personnes réfugiées originaires de l'Érythrée et du Soudan.
En 2020, il est à nouveau sélectionné pour représenter son pays, l'Israël, pour le Prix Hans-Christian-Andersen, dans la catégorie Auteur, prix international danois. Il avait été également sélectionné en 2018.
En 2022, il est lauréat du prix Érasme.
En 2025, il prend position sur le conflit entre Israël et le Hamas, en qualifiant de génocide les actions menées par l'armée israélienne dans la bande de Gaza.

### Vie privée
Grossman vit à Mevasseret Zion, près de Jérusalem. Il est marié et père de trois enfants : Jonathan, Ruth et Uri. Ce dernier, né en 1985, est mort au combat le 12 août 2006 au Liban, peu de temps avant son 21e anniversaire (cf. Une femme fuyant l'annonce).

## Œuvres

### Œuvres traduites en français

#### Fiction
- Le Sourire de l'agneau (חיוך הגדי/Hiyukh ha-gedi, roman, 1983), Paris, Le Seuil, 1998
- Voir ci-dessous : amour (עיין ערך: אהבה/Ayen erekh—ahavah, roman 1986), Paris, Le Seuil 1991
- Le Livre de la grammaire intérieure (ספר הדקדוק הפנימי/Sefer ha-dikduk ha-penimi, roman, 1991), Paris, Le Seuil, 1994
- L'Enfant zigzag (יש ילדים זיג זג/Yesh yeladim zigzag, 1994), Paris, 2004
- Quelqu'un avec qui courir, (roman), Paris, Le Seuil, 2003 (traduction Rosie Pinhas-Delpuech)
- Tu seras mon couteau, (roman), Paris, Le Seuil, 2000 (traduction Rosie Pinhas-Delpuech)
- Une femme fuyant l'annonce (אשה בורחת מבשורה, roman), Paris, Le Seuil, 2011, Prix Médicis étranger 2011
- Tombé hors du temps, Paris, Le Seuil, 2012
- Un cheval entre dans un bar, Paris, Le Seuil, 2015
- La vie joue avec moi [« אתי החיים משחק הרבה »] (trad. de l'hébreu par Jean-Luc Allouche), Le Seuil,‎ 2020 (ISBN 978-2021447729)

#### Essais et travaux
- Le Vent jaune (הזמן הצהוב/Ha-Zeman ha-tsahov, 1987), Paris, Le Seuil, 1988
- Chroniques d'une paix différée (מוות כדרך חיים/Mavet ke-derekh hayyim, 2003), Paris, Le Seuil, 2003
- Dans la maison de la liberté. Interventions , Paris, Le Seuil, 2018
- Le cœur pensant. Réflexions sur un chaos annoncé, Paris, Le Seuil, 2024

#### Livres pour la jeunesse
- Duel à Jérusalem (דו קרב/Du-krav, 1982), Paris, Le Seuil, 2005
- Les Aventures d'Itamar, Paris, Le Seuil, 2013, coll. « Seuil jeunesse », illustrations de Charlotte des Ligneris

### Œuvres disponibles en anglais
- Sleeping on a Wire: Conversations with Palestinians in Israel (נוכחים נפקדים / Nokhehim Nifkadim, 1992). New York: Farrar, Straus, and Giroux, 1993  (ISBN 0-374-17788-0)
- Lion’s honey : the myth of Samson (דבש אריות / Dvash arayiot, 2005). Edinburgh; New York: Canongate, 2006  (ISBN 1-84195-656-2)
- Be My Knife [שתהיי לי הסכין / She-tihyi li ha-sakin, 1998]. New York: Farrar, Straus, and Giroux, 2001  (ISBN 0-374-29977-3)

## Adaptation cinématographique
- 1986 : Hiuch HaGdi de Shimon Dotan
- 2012 : Nono, het zigzag kind de Vincent Bal, d'après L'Enfant zigzag